# Unterköditz

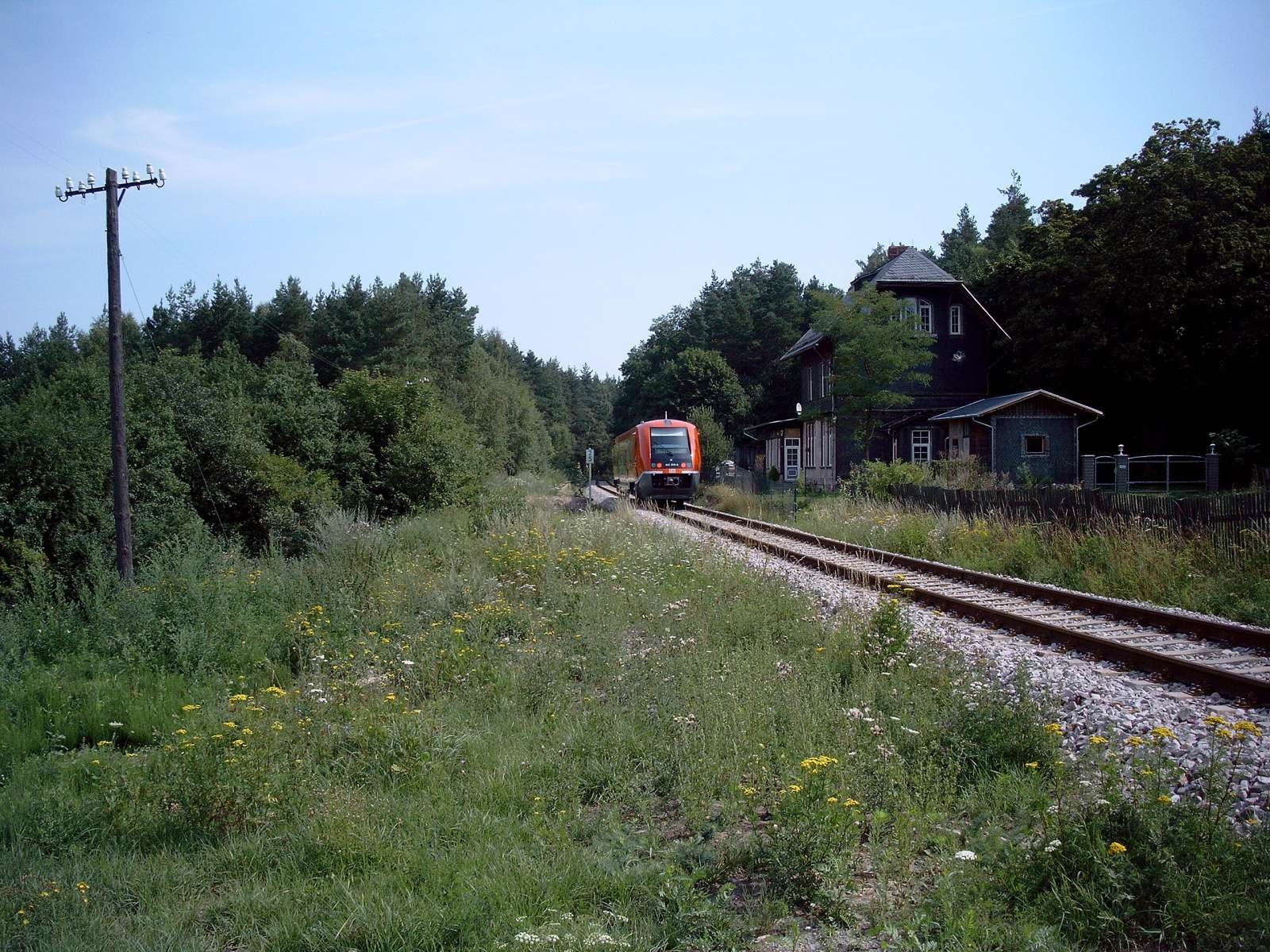
Bahnhof Köditzberg

Unterköditz ist ein Ortsteil der Stadt Königsee im Landkreis Saalfeld-Rudolstadt in Thüringen.

## Geografische Lage
Unterköditz liegt etwa drei Kilometer östlich von Königsee. Der Ort ist über die Bundesstraße 88 mit Königsee verbunden und liegt 306 m über dem Meeresspiegel. Das Dorf hat 156 Einwohner und eine Fläche von 249 Hektar. Die Bahnstrecke Köditzberg–Königsee verlief durch Unterköditz. Nächstgelegene Bahnstrecke ist inzwischen die Bahnstrecke Rottenbach–Katzhütte.

## Geschichte
Um 1335/1339 wurde Unterköditz zum ersten Mal urkundlich als Coditz erwähnt. Bis 1918 gehörte der Ort zur Oberherrschaft des Fürstentums Schwarzburg-Rudolstadt. Das Rittergut im Ort war 1923 Eigentum des Herren v. Holleben aus Dresden, der es an den Landwirt Richard Roepert verpachtet hatte. Das Gut wurde nach dem Zweiten Weltkrieg entsprechend der Vereinbarung der Siegermächte enteignet und zu Volkseigentum. Im Schloss befand sich anfänglich eine landwirtschaftliche Winterschule, später unterlag der Betrieb der Entwicklung der Landwirtschaft in Ostdeutschland.
Am 1. Juli 1950 schlossen sich die beiden Gemeinden Oberköditz und Unterköditz zur neuen Gemeinde Köditz zusammen. Seit 1994 gehört Unterköditz zur Stadt Königsee.

## Kultur
- Dorfkirche Köditz

## Politik
- Als Ortsbürgermeister für Köditz wurde bei den Kommunalwahlen in Thüringen am 26. Mai 2024 Enrico Jahn gewählt.[5]

## Söhne und Töchter (Auswahl)
- Bernhard von Holleben genannt von Normann (1824–1897), sächsischer General

## Verschiedenes
- Das Gemeindehaus Albert Schweitzer entstand in einem Kirchenbauprogramm in der DDR und wurde am 7. Dezember 1987 eingeweiht.[6][7]